# Aloe heliderana
Aloe heliderana é uma espécie de liliopsida do gênero Aloe, pertencente à família Asphodelaceae.